# 5ª Brigata proletaria d'assalto montenegrina
La 5ª Brigata proletaria d'assalto montenegrina, in cirillico Пета пролетерска црногорска ударна бригада, in serbo-croato Peta proleterska crnogorska udarna brigada, è stata una formazione militare dell'Esercito Popolare di Liberazione della Jugoslavia che venne costituita nel giugno 1942 nel Montenegro con alcuni distaccamenti montenegrini superstiti dopo la riconquista della regione da parte delle forze italiane e cetniche.
La brigata combatté con valore in quasi tutte le grandi battaglie della guerra di liberazione in Jugoslavia durante la Seconda guerra mondiale; dopo aver subito perdite elevatissime nella battaglia della Sutjeska, venne ricostituita e prese parte al resto della guerra contribuendo alla vittoria dei partigiani jugoslavi contro occupanti e collaborazionisti.

## Storia
Nonostante le sconfitte subite nella prima metà del 1942 il comandante supremo comunista, Josip Broz Tito, decise di potenziare le forze combattenti della resistenza organizzando nuove brigate operative; venne quindi pianificata la costituzione di due brigate formate dai partigiani del Montenegro che avevano affrontato da quasi un anno pesanti e cruenti combattimento contro gli occupanti italiani e i collaborazionisti cetnici. Dopo la formazione della 4ª Brigata proletaria d'assalto montenegrina il 10 giugno 1942, il quartier generale costituì subito dopo la 5ª Brigata proletaria d'assalto montenegrina il 12 giugno 1942 nel villaggio sulla Piva di Smrijece, con tre battaglioni di Nikšić e un battaglione dello Zeta oltre a distaccamenti di Danilovgrad e Podgorica; la nuova unità in origine era formata da circa 850 partigiani.
Il primo comandante della brigata fu Sava Kovačević, famoso capo partigiano montenegrino molto popolare tra i guerriglieri per la sua personalità esuberante e la grande energia e determinazione; mentre Radomir Babić divenne il commissario politico e Blažo Jovanović il capo della sezione politica del quartier generale; tutti e tre questi capi partigiani avrebbero ricevuto durante la guerra la massima onorificenza al valore di Eroi nazionali del popolo.

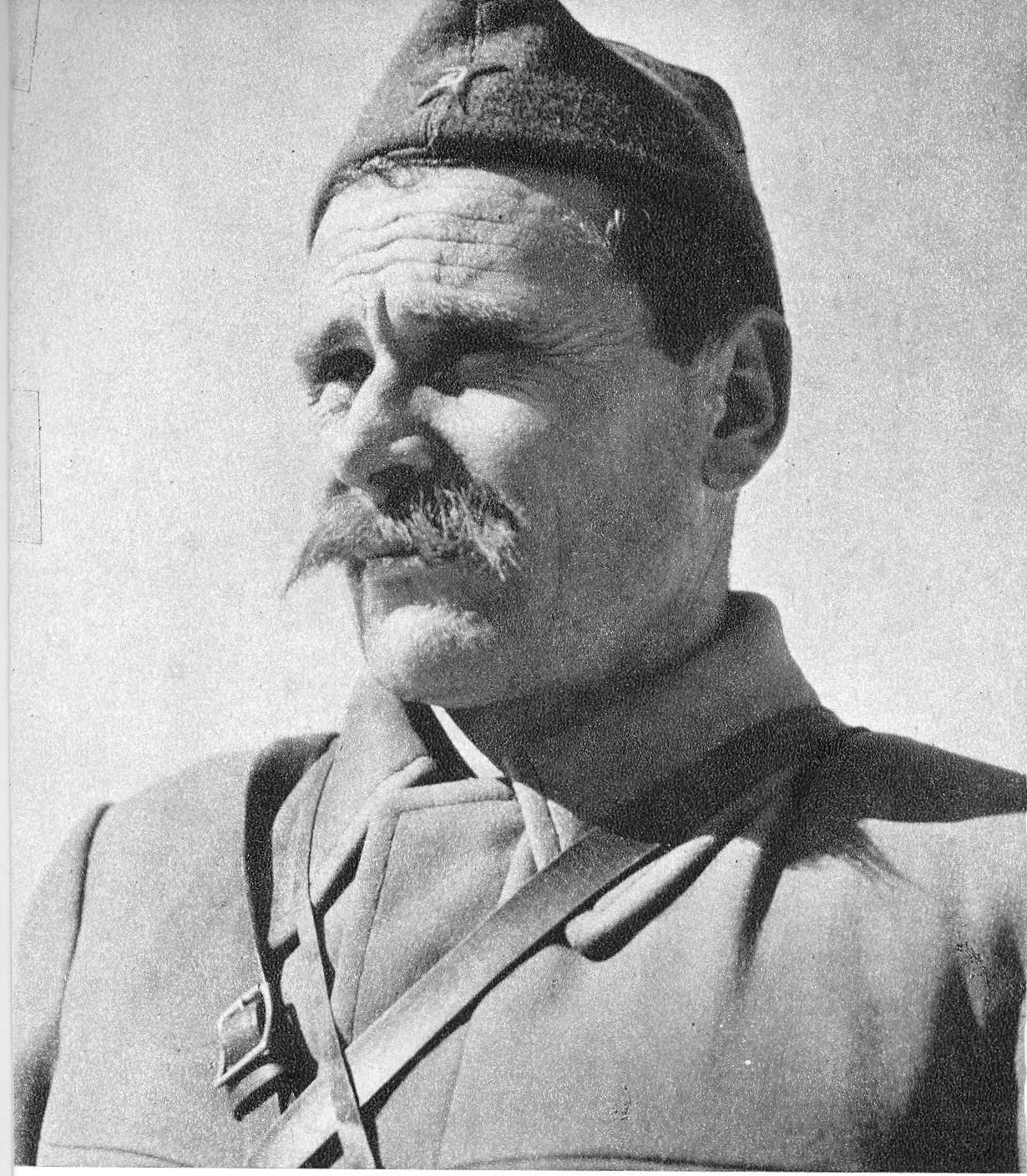
Il primo comandante della brigata Sava Kovačević

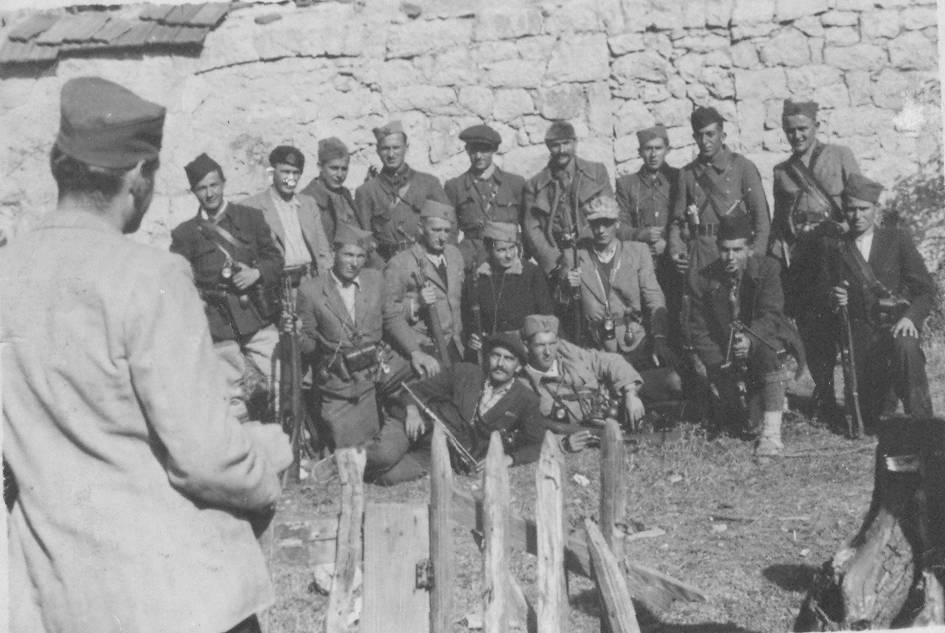
Un gruppo di partigiani della 5ª Brigata proletaria nell'estate 1942.

La 5ª Brigata proletaria montenegrina venne ufficialmente elogiata per tre volte durante la guerra dal comandante supremo Tito per il suo coraggio e la sua combattività e 46 partigiani del reparto ricevettero la decorazione di Eroe nazionale della Jugoslavia. Alla 5ª Brigata proletaria venne assegnato l'Ordine della Liberazione Nazionale e l'Ordine della Fratellanza e Unità; inoltre in occasione del quindicesimo anniversario della battaglia di Sutjeska, nel mese di giugno 1958, ricevette anche l'Ordine dell'Eroe nazionale del popolo.
Subito dopo la sua costituzione la brigata venne posto sotto il comando diretto del quartier generale partigiano e impegnata in combattimento nei settori della Piva, del Volujak e del Maglić. Quando il 24 giugno 1942 Tito prese la decisione di marciare con quattro brigate scelte verso nord, abbandonando il Montenegro e il Sangiaccato per raggiungere un nuovo territorio libero in Bosnia centrale, la 5ª Brigata proletaria rimase nel settore dello Zelen Gora e della Sutjeska dove sarebbe rimasta in azione per trenta giorni in condizioni estremamente difficili. I partigiani di Kovačević furono attaccati costantemente dalle truppe italiane, dai cetnici e anche dai tedeschi; nonostante gli ordini del Comando supremo, la brigata, insieme al distaccamento partigiano dell'Erzegovina, al battaglione Dragačevsk-Čelebici e all'ospedale partigiano, dovette battere in ritirata e nelle battaglie dal 22 luglio al 2 agosto 1942 riuscì a rompere le linee nemiche e ripiegare dal Zelen Gora verso Prozor. Dopo pesanti combattimenti raggiunse Trebicina Treskavica, Zabrdje e Bitovnja; la 5ª brigata montenegrina si ricongiunse a Glamoč con le altre brigate del gruppo operativo di Tito che in questa occasione approvò il comportamento e le decisioni di Sava Kovačević, che invece era stato duramente criticato da Mitar Bakić e Peko Dapčević.
Nel quadro del programma di potenziamento dell'Esercito di liberazione, il 9 novembre 1942 la 5ª Brigata proletaria entrò a far parte della nuova 3ª Divisione d'assalto comandata da Pero Cetković, e, insieme alle altre brigate assegnate a questa formazione, avrebbe combattuto fino alla fine della guerra soprattutto in Bosnia e in Montenegro, contribuendo a molti successi e fornendo personale per la creazione di nuove unità partigiane. Dal 9 novembre 1942 fino alla fine del mese di gennaio 1943 fu costantemente in azione; a novembre e dicembre combatté nella valle del fiume Vrbas nella Bosnia centrale, e partecipò alla liberazione di Jajce e ai successivi combattimenti difensivi per mantenere il possesso di questa città, mentre il 17 gennaio 1943 prese parte alla liberazione di Žepče e poi ad altre azioni in Bosnia centrale.
La 5ª Brigata proletaria si distinse in particolare nella battaglia della Neretva; impiegata insieme alla 10ª Brigata dell'Erzegovina e alla 1ª Brigata dalmata, nell'attacco ai presidi italiani della divisione "Murge" lungo il fiume Neretva, la formazione montenegrina attaccò Prozor nella notte del 15-16 febbraio 1943 e, dopo il fallimento del primo assalto, anche nella notte del 16-17 febbraio. Questo secondo attacco, guidato personalmente da Sava Kovačević, ebbe completo successo e Prozor venne conquistata; i partigiani distrussero il presidio italiano e catturarono un importante bottino di armi ed equipaggiamenti. Dopo la vittoria a Prozor, i combattimenti continuarono per altri venti giorni nelle valli della Neretva e del Rama. Il primo attacco a Konjic, sferrato prematuramente da unità della 1ª Divisione proletaria, venne respinto dalla guarnigione italo-cetnica e la 5ª Brigata montenegrina venne inviata verso quella città per sferrare un nuovo assalto; i montenegrini di Sava Kovačević attaccarono dal 23 al 26 febbraio 1943 per conquistare Konjic ma nonostante il grande impegno e la tenacia dimostrati, tutti gli assalti furono respinti. Nei giorni seguenti la situazione delle forze partigiane divenne precaria a causa dell'arrivo delle truppe tedesche; mentre alcune formazioni partigiane riuscivano finalmente ad attraversare la Neretva sui resti del ponte di Jablanica, la 5ª Brigata proletaria combatté dal 7 al 9 marzo per respingere i tedeschi della 718. Divisione che avanzavano verso Konjic, e proteggere il passaggio del fiume da parte delle altre forze partigiane e dei feriti.

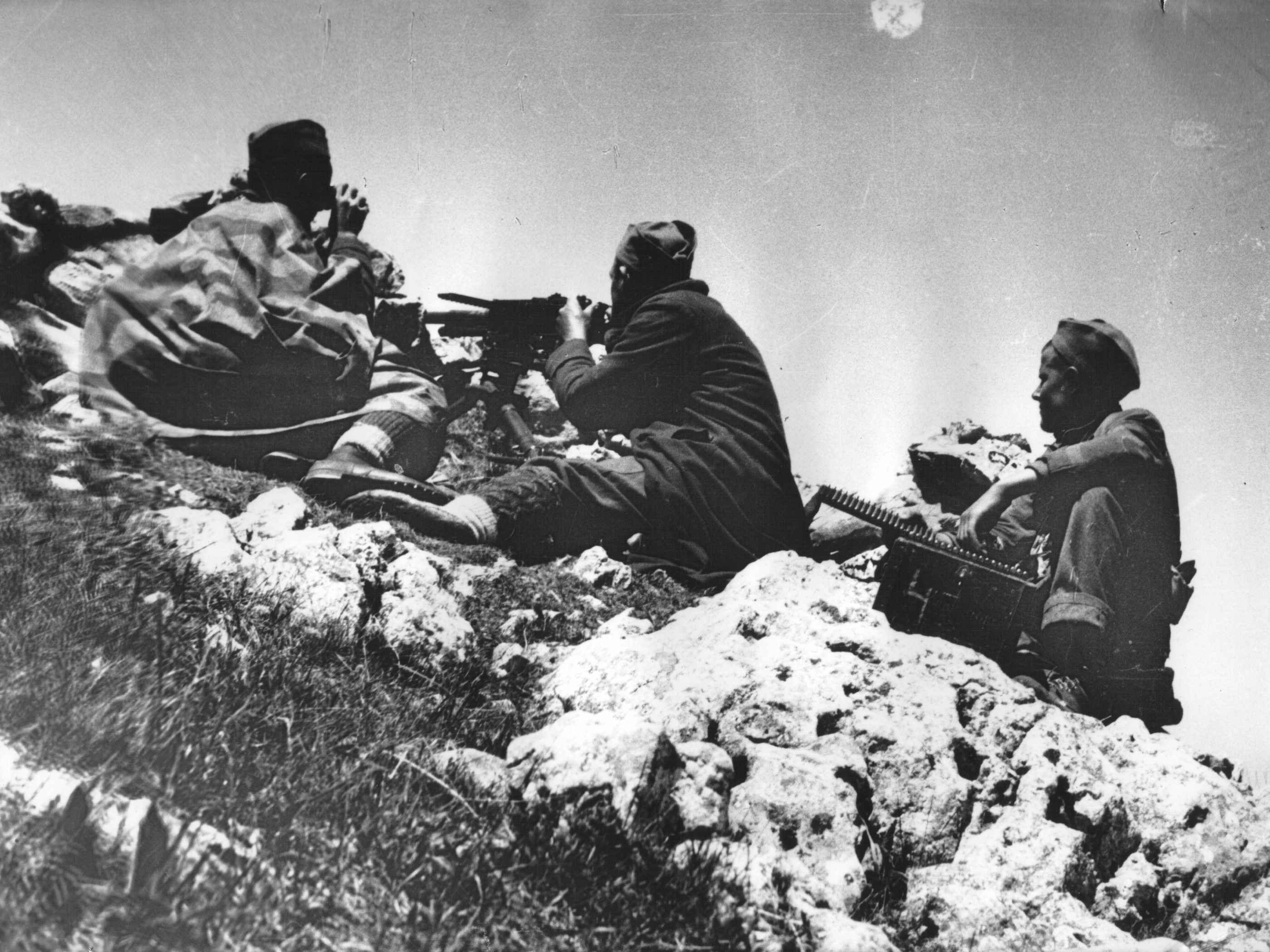
Mitraglieri della 5ª Brigata montenegrina.

Dopo il completamento entro il 15 marzo 1943 dell'attraversamento della Neretva il gruppo operativo principale di Tito avanzò energicamente in Erzegovina, Sangiaccato e Montenegro contro le truppe italiane e i cetnici che subirono una serie di pesanti sconfitte. La 5ª Brigata montenegrina partecipò, insieme alle altre formazioni della 3ª Divisione d'assalto, alla dura battaglia che si concluse il 21 marzo con la conquista di Nevesinje; quindi alla fine del mese prese parte anche alla liberazione di Gacko. Nella settimane seguenti la brigata entrò in Montenegro con l'ordine di avanzare oltre il fiume Komarnica e proseguire verso Nikšić; alla fine di aprile i partigiani sferrarono l'attacco alle posizioni italiane della divisione "Ferrara" di passo Javorak e la 5ª Brigata montenegrina prese parte alla battaglia insieme alla 2ª Brigata proletaria e alla 4ª Brigata montenegrina. Gli scontri terminarono il 2 maggio 1943 con la netta vittoria dei partigiani jugoslavi e pesanti perdite per gli italiani; dopo la vittoria la brigata avanzò ancora verso Nikšić e Podgorica e affrontò nella regione dei Piperi le numerose formazioni cetniche e altri reparti italiani.
La battaglia della Sutjeska fu un momento drammatico e tragico per la 5ª Brigata montenegrina di Sava Kovačević; la violenta offensiva tedesca colse in parte di sorpresa il comando supremo di Tito. All'inizio dell'attacco nemico la brigata si trovava, insieme alla altre formazioni della 3ª Divisione d'assalto, molto a sud in Montenegro sulla linea Nikšić-Šavnik e quindi dovette combattere e marciare per giorni su un territorio impervio e sotto gli attacchi aerei tedeschi per difendere le retrovie del gruppo operativo principale partigiano e soprattutto per proteggere i feriti dell'ospedale centrale e i profughi. Dal 3 giugno 1943 la 3ª Divisione d'assalto, formata dalla 5ª Brigata montenegrina, dalla 1ª Brigata dalmata e dalla 3ª Brigata del Sangiaccato, rimase isolata insieme ai feriti, dal gruppo operativo di Tito che marciava verso nord per aprire un varco nell'anello d'accerchiamento tedesco; Kovačević passò alla guida della divisione mentre Savo Burić assunse il comando della 5ª Brigata.  Dal 4 al 13 giugno la brigata montenegrina fu costantemente in marcia e in combattimento per cercare di trovare una via d'uscita dalla sacca; dopo la fallita manovra verso il fiume Tara, le forze partigiane tornarono verso nord-ovest e raggiunsero il Vučevo da dove cercarono di superare il fiume Sutjeska; la 5ª Brigata montenegrina marciava in seconda fila dietro la brigata dalmata e seguita dalla brigata del Sangiaccato. L'attacco finale del 13 giugno 1943 dei reparti superstiti della 3ª Divisione fu particolarmente drammatico; l'assalto fu mal coordinato, i dalmati riuscirono a passare ma abbandonarono subito le posizioni conquistate per fuggire verso nord-est, mentre l'attacco successivo delle altre due brigate si concluse con un tragico fallimento. Sava Kovačević cadde sul campo insieme a molti combattenti partigiani; la maggior parte delle unità si disgregarono e ritornarono indietro in gruppi dispersi, solo il commissario politico della 5ª montenegrina, Dragiša Ivanović, riuscì a trovare in varco e portò in salvo due battaglioni della brigata. Nella battaglia della Sutjeska la 5ª Brigata proletaria ebbe il 50% di perdite; 499 morti su circa 1.000 partigiani del reparto.

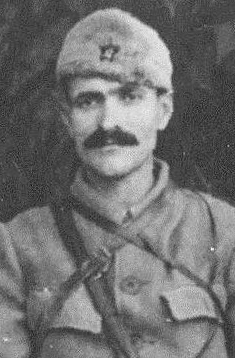
Blažo Jovanović, commissario politico della brigata durante la campagna in Montenegro del settembre-ottobre 1943.

Dopo i cruenti combattimenti di giugno 1943 la brigata si trovava frammentata in due gruppi; due battaglioni erano, insieme alle forze principali di Tito, in Bosnia orientale e nell'Erzegovina settentrionale, mentre gli altri reparti ancora efficienti ripresero a combattere in Montenegro. Da settembre 1943, dopo il crollo dell'Italia, la 5ª Brigata proletaria fece parte, inquadrata nuovamente nella 3ª Divisione ricostituita, delle forze del II Korpus di Peko Dapčević che entrarono in forze nel Montenegro e Sangiaccato per sfruttare la situazione e liberare quelle regioni. La brigata montenegrina avanzò con successo ed entrò in contatto con i reparti italiani superstiti della divisione alpina "Taurinense" che in parte entrarono nei ranghi della nuova divisione partigiana "Garibaldi" inserita nell'Esercito popolare jugoslavo. In ottobre la 5ª brigata dovette affrontare duri scontri con i tedeschi che a loro volta erano entrati in Montenegro per disarmare i reparti italiani; il 4 ottobre 1943 i partigiani liberarono Grahovo ma poi vennero in parte accerchiati e dovettero ripiegare. Il 16-18 ottobre 1943 ebbe invece pieno successo l'attacco della brigata contro il quartier generale cetnico nel monastero di Ostrog; i cetnici, tra cui i comandanti Bajo Stanišić e Blažo Đukanović, si arresero e vennero catturati e immediatamente fucilati su iniziativa del commissario politico Blažo Jovanović. Il giorno seguente i montenegrini vennero contrattaccati dai tedeschi e evacuarono l'area di Ostrog dopo aver compiuto la loro missione principale.

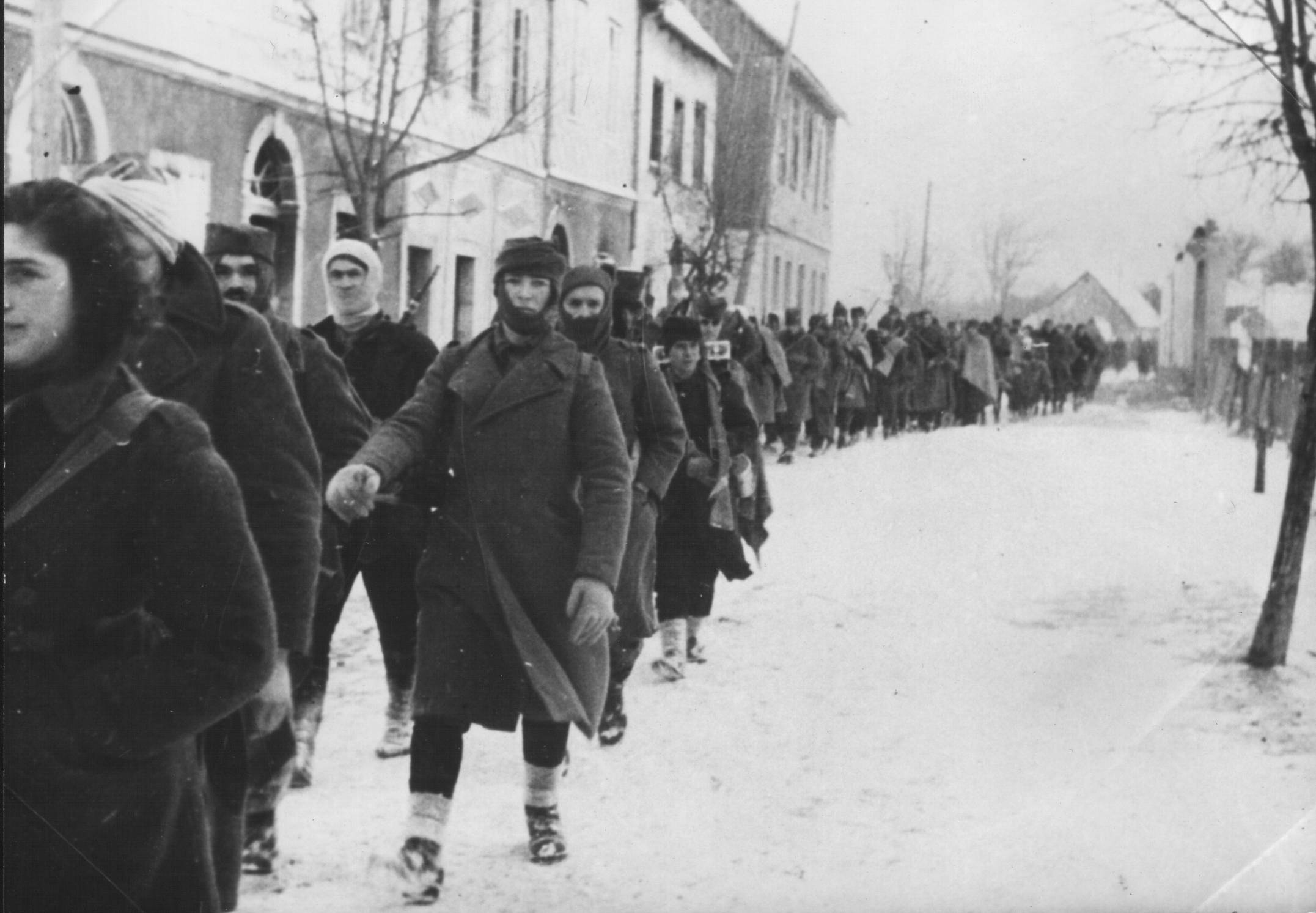
Partigiani della 5ª Brigata proletaria a Kolašin nel dicembre 1944.

Nell'inverno 1943-44 la 5ª Brigata proletaria rimase in Montenegro ma dovette subire i violenti attacchi delle forze tedesche che sferrarono l'operazione Kugelblitz; da gennaio a metà aprile 1944 la brigata fece parte delle formazioni partigiane impegnate nella valle del fiume Zeta e nel Montenegro settentrionale. I partigiani subirono dure perdite e persero una parte dei territori liberati ma sfuggirono alle manovre di annientamento tedesche. All'inizio di aprile l'unità montenegrina prese parte ad altri combattimenti nel settore di Podgorica-Danilovgrad; fino a maggio continuarono aspri scontri che si estesero anche al Montenegro nord-orientale. Dopo aver appoggiato la penetrazione in Serbia della 2ª Divisione proletaria e della 5ª Divisione della Craina, la brigata montenegrina fu coinvolta anche nelle ultime grandi offensive tedesche dell'estate 1944, l'operazione Draufgänger nel settore di Andrijevica e l'operazione Rübezahl che culminò con i combattimenti sul monte Durmitor dell'agosto 1944.
Nell'ultimo periodo della guerra, dal gennaio 1945, la 5ª Brigata montenegrina ritornò a combattere in Bosnia orientale agli ordini della 3ª Divisione proletaria a sua volta dipendente dal II Korpus; la formazione combatté nel settore Kalinovik-Sarajevo e nel marzo-aprile 1945 prese parte alla grande battaglia finale che si concluse il 6 aprile con la liberazione della capitale bosniaca. Dopo la caduta di Sarajevo, la brigata fu in azione nella Craina bosniaca, quindi avanzò verso Karlovac e contribuì all'accerchiamento finale e alla distruzione in Slovenia del Gruppo d'armate E tedesco.
La 5ª Brigata montenegrina fu una delle unità più famose dell'Esercito popolare di liberazione; fece parte del primo gruppo di sei brigate proletarie costituite dal comando supremo partigiano nel 1941-42 ed ebbe un ruolo molto importante in almeno tre occasioni nelle drammatiche battaglie in difesa dei feriti e degli ospedali partigiani contro le offensive tedesche. Durante la sua storia operativa raggiunse brillanti successi anche se le perdite in alcune occasioni furono molto gravi. Nelle sue file combatterono non solo partigiani montenegrini; in due occasioni, nel 1942 e nel 1945, entrarono a far parte dell'unità, combattenti della Dalmazia, della Bosnia e della Serbia; inoltre nella brigata furono inquadrati il battaglione bosniaco Zijametski e, nel 1944-45, un battaglione composto da prigionieri di guerra russi; infine erano presenti nei ranghi molti partigiani di altre nazionalità, tra cui numerosi italiani e albanesi.

## Eroi nazionali della 5ª Brigata proletaria d'assalto montenegrina
Alcuni dei più famosi partigiani della brigata montenegrina che ricevettero l'onorificenza di Narodni heroj Jugoslavije, "Eroi nazionali della Jugoslavia", furono:
- Veljko Aleksić, comandante prima compagnia del I battaglione
- Radomir Babić, primo commissario politico della brigata
- Marko Baletić, responsabile servizi sanitari della brigata
- Aleksa Backović, commissario politico del II battaglione
- Stevo Boljević, commissario politico del II battaglione
- Dušan Bojović, commissario politico I battaglione
- Zarija Vujošević, comandante di plotone della prima compagnia del IV battaglione
- Milica Vučinić, delegato politico di plotone della prima compagnia del I battaglione
- Blažo Jovanović, capo della sezione politica della brigata
- Sava Kovačević, primo comandante della brigata
- Nikola Martinović, capo di stato maggiore della brigata
- Radisav Nedeljković, capo della sezione politica della brigata